# Telmasaurus
Telmasaurus — вимерлий рід вараноїдних ящерів з пізньої крейди Монголії. Скам'янілості були знайдені у формаціях Дядохта та Барун Гойот, які датуються періодом раннього та середнього кампанського періоду приблизно від 80 до 75 мільйонів років тому. Типовий вид Telmasaurus grangeri був названий у 1943 році.

## Опис
Telmasaurus grangeri був названий у 1943 році і зараз відомий за кількома скам'янілостями. Відомо лише два черепи, і в обох відсутня область морди. Виходячи з розміру цих черепів, телмазавр був більшим за інших крейдяних вараноїдів, наближаючись до розмірів сучасних варанів. Його череп більш плоский, ніж у більшості інших вараноїдів. Злиття двох кісток у черепі, які називаються лобними, пов’язує Тельмазавра з іншими ранніми варанідами, такими як Paravaranus. Слізна кістка Тельмазавра має один отвір, як і в інших ранніх вараноїдів. Хребці телмазавра також відомі, і те, як вони кріпляться один до одного, дуже відрізняється від того, як це роблять у сучасних варанів. Невеликий гребінь, що проходить між очними западинами, є відмінною рисою роду.